# Újszilvás
Újszilvás község Pest vármegyében, a Ceglédi járásban.

## Fekvése
Újszilvás Magyarország közepén, a Duna–Tisza közén, a Gerje–Perje-síkon, a Tápió-vidék, a Hatvani-sík és a Jászság közvetlen szomszédságában, Pest vármegye déli részén található. Néprajzilag a Tápiómentéhez tartozik. 
Az erdőkkel körülvett község, Cegléd, Tápiószele és Abony város felől autóval és Volánbusz-járatokkal egyaránt könnyen megközelíthető, mindössze egyetlen órányira Budapesttől, az ország szívében.

## Története
A község 1950-ben alakult, az akkor Tápiószeléhez és Tápiógyörgyéhez tartozó Jeges, Újföld, Szőlősparcella részekből. Az Újszilvás elnevezést az akkoriban igen bőségesen termő szilvafákról kapta.
Mezőgazdasági szempontból igen előnyös a község fekvése, hisz a szőlő- és gyümölcsültetvények mellett a termőföld is igen gazdag értékeket rejt magában, például itt termesztik az országban szinte egyedülálló módon a sörgyártás alapanyagaként szolgáló komlót.
Az utóbbi évtizedben évente rendezik meg az egyre ismertebbé váló  Újszilvási Ágyaspálinka Fesztivált, amelynek időpontja a tavaszi évszak közepére esik általában.

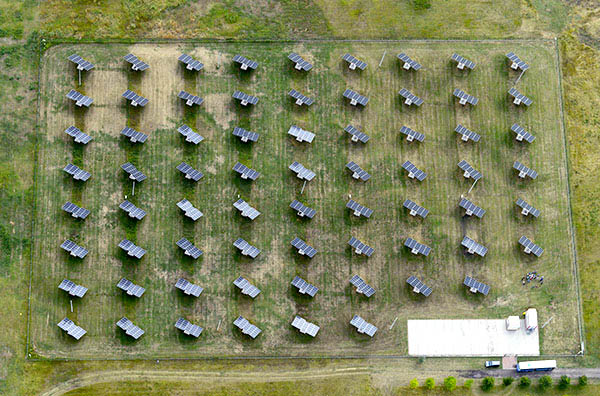
A napelempark légi fotón

## Közélete

### Polgármesterei
- 1990–1994: Fehér Tibor (független)[3]
- 1994–1998: Fehér Tibor (független)[4]
- 1998–2002: Fehér Tibor (független)[5]
- 2002–2006: Dr. Petrányi Csaba (független)[6]
- 2006–2010: Dr. Petrányi Csaba (független)[7]
- 2010–2014: Dr. Petrányi Csaba (független)[8]
- 2014–2019: Dr. Petrányi Csaba (független)[9]
- 2019–2024: Dr. Petrányi Csaba (független)[10]
- 2024– : Dr. Petrányi Csaba (független)[1]

## Népesség
A település népességének változása:
| Lakosok száma | 2674 | 2576 | 2561 | 2561 | 2623 | 2612 | 2660 |
|               | 2013 | 2014 | 2018 | 2021 | 2022 | 2023 | 2024 |

A 2011-es népszámlálás során a lakosok 89,1%-a magyarnak, 1,4% cigánynak, 0,5% németnek, 0,2% románnak mondta magát (10,8% nem nyilatkozott; a kettős identitások miatt a végösszeg nagyobb lehet 100%-nál). A vallási megoszlás a következő volt: római katolikus 47,2%, református 13,3%, evangélikus 0,3%, görögkatolikus 0,4%, felekezeten kívüli 17,8% (20,1% nem nyilatkozott).
2022-ben a lakosság 90,1%-a vallotta magát magyarnak, 0,4% németnek, 0,3% cigánynak, 0,2% görögnek, 0,2% románnak, 0,1% szlováknak, 1,9% egyéb, nem hazai nemzetiségűnek (9,8% nem nyilatkozott; a kettős identitások miatt a végösszeg nagyobb lehet 100%-nál). Vallásuk szerint 30,5% volt római katolikus, 10,6% református, 0,5% görög katolikus, 0,3% evangélikus, 0,1% ortodox, 0,5% egyéb keresztény, 1% egyéb katolikus, 17,5% felekezeten kívüli (38,8% nem válaszolt).

## Nevezetességei
- A település és környékének természeti adottságai, erdőkkel övezett rétjei.
- Naperőművi energiafelhasználást bemutató Napelem park[13]

## Külső hivatkozások
- Újszilvás lapja a Gyaloglón